# Моїсеєвка (Асінівський район)
Моїсе́євка (рос. Моисеевка) — присілок у складі Асінівського району Томської області, Росія. Входить до складу Новиковського сільського поселення.

## Населення
Населення — 206 осіб (2010; 263 у 2002).
Національний склад (станом на 2002 рік):
- росіяни — 88 %